# کونراد چرنیاک

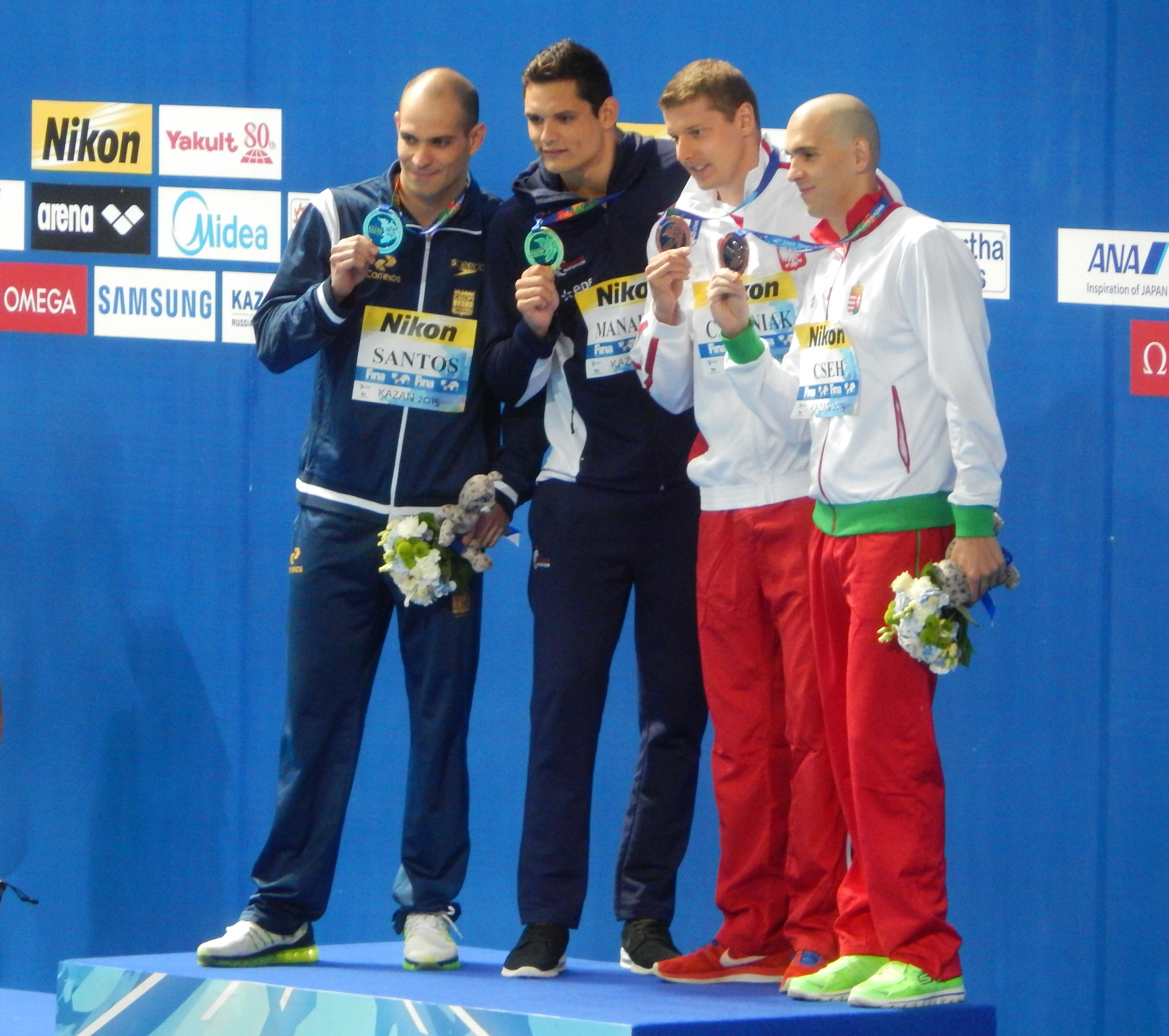
تصویر کونراد چرنیاک با مدال قهرمانی

کونراد چرنیاک (به انگلیسی: Konrad Czerniak) (زادهٔ ۱۱ ژوئیهٔ ۱۹۸۹) شناگر اهل لهستان است.